# 최병찬
최병찬(崔秉燦, 1997년 11월 12일 ~ )은 대한민국의 배우로 과거 대한민국의 보이 그룹 빅톤에서 서브보컬을 맡았었다.

## 학력
- 전주풍남중학교 (졸업)
- 고등학교 졸업 학력 검정고시 (합격)

## 출연작

### TV 프로그램
- 2016년 엠넷 《나와 일곱남자들의 이야기 미.칠.남》
- 2016년 KBS2 《대국민 토크쇼 안녕하세요》
- 2017년 MBC every1 《비디오스타》
- 2019년 엠넷 《PRODUCE X 101》
- 2019년 SBS MTV 《반반쇼》
- 2019년 엠넷 《TMI 뉴스》

### 드라마
- 2021년 KBS2 월화드라마 《연모》 - 김가온 (본명: 강은서) 역
- 2021년 seezn 《우정뿅즈의 인싸투어2》
- 2020년 JTBC 화요드라마 《라이브온》 - 김유신 역
- 2022년 SBS 월화드라마 《사내 맞선》 - 신하민 역
- 2024년 M2 웹드라마 《UUU》 - 은태 역